# آنانگو پیتان‌تاتارا یانکونی‌تاتارا
آنانگو پیتان‌تاتارا یانکونی‌تاتارا (به انگلیسی: Anangu Pitjantjatjara Yankunytjatjara) یک منطقهٔ ویژه سکونت بومیان استرالیا است که در استرالیای جنوبی واقع شده‌است.
آنانگو پیتان‌تاتارا یانکونی‌تاتارا یک منطقه حفاظت‌شده بومیان است که وسعتی زیاد و جمعیتی کم دارد. این منطقه در شمال غرب استرالیای جنوبی واقع شده و خود از سه منطقه به نام‌های «پیتان‌تاتارا»، «یانکونی‌تاتارا» و «اِنگانیاتارا آنانگو» تشکیل شده است.